# 레일라 팔라비
레일라 팔라비(1970년 3월 27일 ~2001년 6월 10일, 페르시아어:لیلا پهلوی)는 팔라비 2세의 막내딸이다.